# Groupe d'astronautes 5

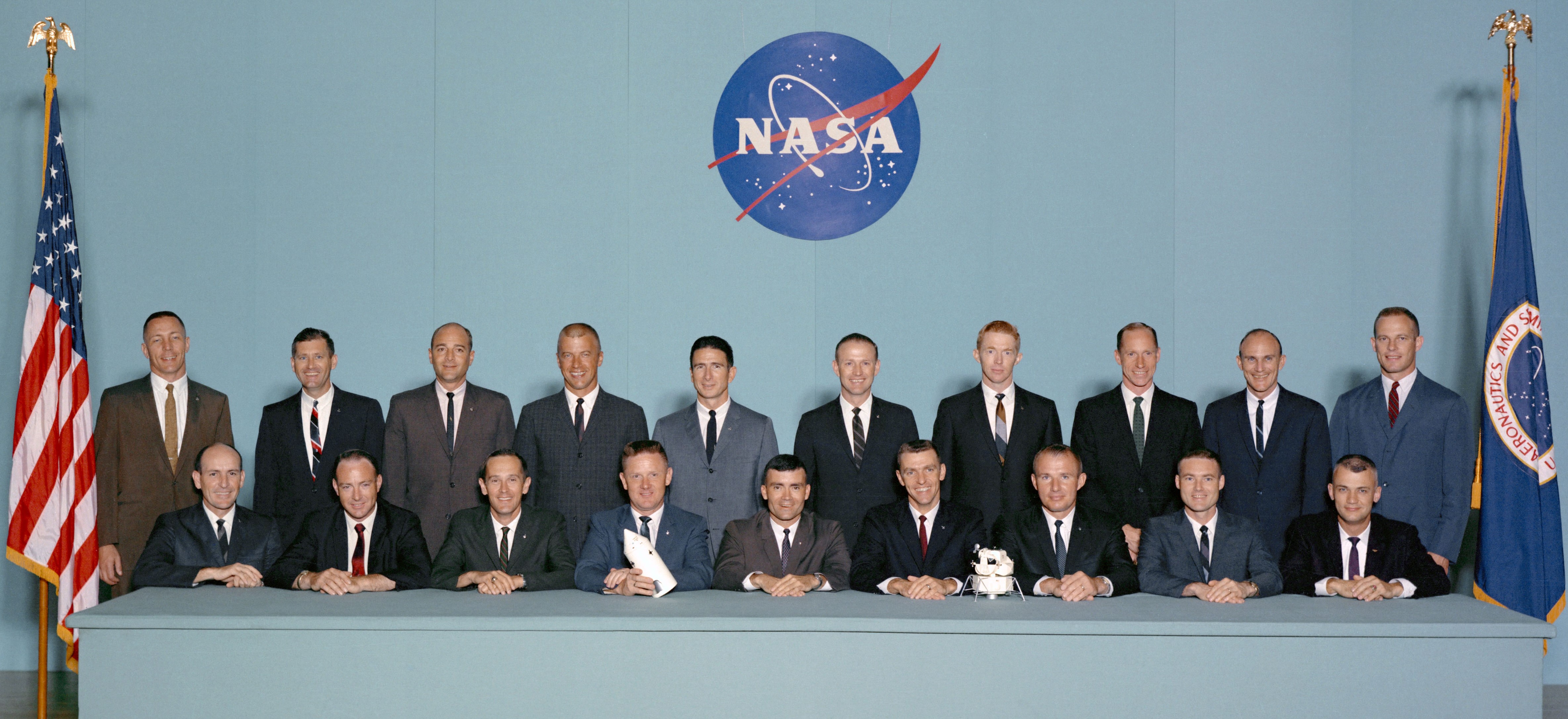
Le 5ème groupe d'astronautes de la NASA :
Derrière, de gauche à droite : Swigert, Pogue, Evans, Weitz, Irwin, Carr, Roosa, Worden, Mattingly, Lousma.
Devant, de gauche à droite : Givens, Mitchell, Duke, Lind, Haise, Engle, Brand, Bull, McCandless.

Le groupe d'astronautes 5 (connu également sous le nom de « Original Nineteen ») est le cinquième groupe d'astronautes de la National Aeronautics and Space Administration (NASA) sélectionné en avril 1966. 
Il comprend 19 personnes, ce qui est l'effectif le plus important depuis le début de la sélection d'astronautes, en 1959, car les responsables de la NASA comptaient que le programme Apollo se termine avec le vol Apollo 20 (or trois vols ont été annulés en 1970 pour des raisons budgétaires) et espéraient également que le programme "post-Apollo", plus tard appelé Skylab, engendre de nombreuses missions (or il n'en a comporté que trois, en 1973-1974, pour les mêmes raisons).
Le groupe ne comptant rapidement plus que dix-sept personnes, après le décès de Givens (1967) et la démission de Bull (1968), quatorze astronautes ont pu voler sur des vaisseaux Apollo (neuf d'entre eux effectuant des vols lunaires et, parmi eux, trois ayant l'occasion de marcher sur la Lune) mais trois autres devront attendre les années 1980 avant d'effectuer leur premier vol sur une navette spatiale : Engle (1981), McCandless (1984) et Lind (1985)... qui aura donc patienté pendant dix-neuf ans.  
Signalons toutefois qu'un an avant d'intégrer le groupe, Joe Engle avait conduit l'avion-fusée X-15 au-dessus de la barre symbolique des 80 km d'altitude et qu'en 1972, il avait failli marcher sur la Lune lors du tout dernier vol Apollo, si les responsables de la NASA n'avaient finalement préféré envoyer un géologue à sa place.
Dans le groupe, Brand détient le record du nombre de missions effectuées (quatre) tandis que Carr et Pogue obtiennent celui de la plus grande durée dans l'espace (84 jours). 

## Membres du groupe
|    | Nom                  | Statut  | Date et lieu de naissance                  | Date et lieu de décès                     | Missions                   | Dates des décollages                                            | Performances |
| -- | -------------------- | ------- | ------------------------------------------ | ----------------------------------------- | -------------------------- | --------------------------------------------------------------- | --- |
| 1  | Vance D. Brand       | ex-USMC | 9 mai 1931 Longmont, Colorado              |                                           | ASTP STS-5 STS-41-B STS-35 | 15 juillet 1975 11 novembre 1982 3 février 1984 2 décembre 1990 | Première mission conjointe avec les Soviétiques Commandant de navette spatiale Columbia Commandant de navette spatiale Challenger Commandant de navette spatiale Columbia |
| 2  | John S. Bull         | USN     | 25 septembre 1934 Memphis, Tennessee       | 11 août 2008 South Lake Tahoe, Californie | /                          | /                                                               | Démission pour raison médicale ; n'a jamais volé. |
| 3  | Gerald P. Carr       | USMC    | 22 août 1932 Denver, Colorado              | 20 août 2020 Albany (État de New York)    | Skylab 4                   | 16 novembre 1973                                                | Vol de longue durée (84 jours) ; trois sorties extravéhiculaires |
| 4  | Charles M. Duke, Jr  | USAF    | 3 octobre 1935 Charlotte, Caroline du Nord |                                           | Apollo 16                  | 16 avril 1972                                                   | 5e alunissage, 10e homme sur la Lune |
| 5  | Joseph H. Engle      | USAF    | 26 août 1932 Chapman, Kansas               |                                           | STS-2 STS-51-I             | 12 novembre 1981 27 août 1985                                   | Commandant de navette spatiale Columbia Commandant de navette spatiale Discovery                                                                                          |
| 6  | Ronald E. Evans, Jr  | USN     | 10 novembre 1933 Saint Francis, Kansas     | 7 avril 1990 Scottsdale, Arizona          | Apollo 17                  | 7 décembre 1972                                                 | Trois jours seul autour de la Lune ; une sortie extravéhiculaire translunaire                                                                                             |
| 7  | Edward G. Givens     | USAF    | 5 janvier 1930 Quanah, Texas               | 6 juin 1967 Houston, Texas                | /                          | /                                                               | Décès accidentel ; n'a jamais volé. |
| 8  | Fred W. Haise, Jr    | ex-USMC | 14 novembre 1933 Biloxi, Mississippi       |                                           | Apollo 13                  | 11 avril 1970                                                   | Devait être le 6e homme sur la Lune ; ne l'a pas été en raison d'un accident survenu durant le vol.                                                                       |
| 9  | James B. Irwin       | USAF    | 17 mars 1930 Pittsburgh, Pennsylvanie      | 8 août 1991 Glenwood Spr., Colorado       | Apollo 15                  | 26 juillet 1971                                                 | 4e alunissage, 8e homme sur la Lune |
| 10 | Don L. Lind          | USAF    | 18 février 1930 Haverford, Pennsylvanie    | 30 août 2022                              | STS-51-B                   | 29 avril 1985                                                   | Spécialiste de mission sur la navette spatiale Challenger |
| 11 | Jack R. Lousma       | USMC    | 29 avril 1936 Grand Rapids, Michigan       |                                           | Skylab 3 STS-3             | 28 juillet 1973 22 mars 1982                                    | Vol de longue durée (59 jours); deux EVA Commandant de navette spatiale Columbia                                                                                          |
| 12 | T. Kenneth Mattingly | USN     | 17 mars 1936 Chicago, Illinois             | 31 octobre 2023, Arlington, Virginie      | Apollo 16 STS-4 STS-51-C   | 16 avril 1972 4 juillet 1982 24 janvier 1985                    | Une sortie extravéhiculaire translunaire Commandant de navette spatiale Columbia Commandant de navette spatiale Discovery                                                 |
| 13 | Bruce McCandless II  | USN     | 8 juin 1937 Boston, Massachusetts          | 21 décembre 2017 Los Angeles, Californie  | STS-41-B STS-31            | 3 février 1984 24 avril 1990                                    | Premier homme à effectuer une EVA non-attaché Spécialiste de mission sur la navette spatiale                                                                              |
| 14 | Edgar D. Mitchell    | USN     | 17 septembre 1930 Hereford, Texas          | 4 février 2016 West Palm Beach, Floride   | Apollo 14                  | 31 janvier 1971                                                 | 3e alunissage, 6e homme sur la Lune |
| 15 | William R. Pogue     | USAF    | 23 janvier 1930 Okemah, Oklahoma           | 3 mars 2014 Cocoa Beach, Floride          | Skylab 4                   | 16 novembre 1973                                                | Vol de longue durée (84 jours) ; 2 EVA |
| 16 | Stuart A. Roosa      | ex USAF | 16 août 1933 Durango, Colorado             | 25 octobre 1994 Falls Church, Virginie    | Apollo 14                  | 31 janvier 1971                                                 | Deux jours en orbite lunaire |
| 17 | John L. Swigert, Jr  | ex-USAF | 30 août 1931 Denver, Colorado              | 27 décembre 1982 Washington (D.C.)        | Apollo 13                  | 11 avril 1970                                                   | Contourne la Lune avec deux autres astronautes à bord du module lunaire, conçu pour deux personnes.                                                                       |
| 18 | Paul J. Weitz        | USN     | 26 septembre 1932 Érié, Pennsylvanie       | 23 octobre 2017 Flagstaff, Arizona        | Skylab 2 STS-6             | 25 mai 1973 4 avril 1983                                        | Vol de longue durée (28 jours) ; deux EVA Commandant de navette spatiale Challenger                                                                                       |
| 19 | Alfred M. Worden     | USAF    | 7 février 1932 Jackson, Mississippi        | 17 mars 2020 Houston, Texas               | Apollo 15                  | 26 juillet 1971                                                 | Trois jours seul autour de la Lune ; première sortie extravéhiculaire translunaire                                                                                        |

## Affectations
Tableau indiquant les affectations du groupe 5 aux programmes Gemini et Apollo, en relation avec les missions des groupes antérieurs 1, 2, 3, 4 et des groupes ultérieurs 6 et 7.

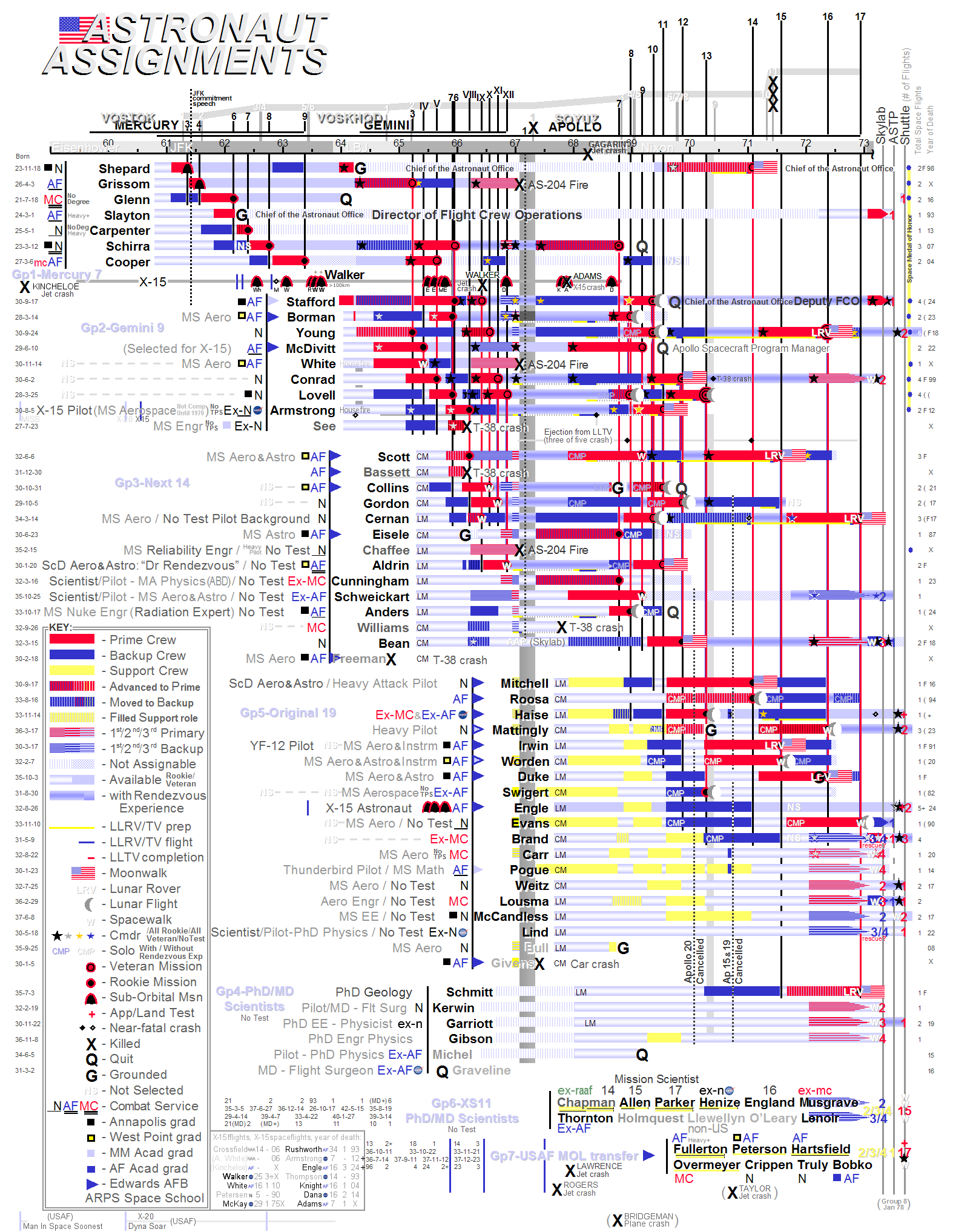